# Ambuila
Ambuila è una municipalità dell'Angola appartenente alla provincia di Uíge. Ha 16.866 abitanti (stima del 2006).
Il capoluogo è Ambuila.